# Диселенид ниобия
Диселенид ниобия — бинарное неорганическое соединение
ниобия и селена
с формулой NbSe2,
тёмно-серые кристаллы.

## Получение
- Сплавление стехиометрических количеств чистых веществ:

{\displaystyle {\mathsf {Nb+2Se\ {\xrightarrow {500^{o}C}}\ NbSe_{2}}}}

## Физические свойства
Диселенид ниобия образует тёмно-серые кристаллы нескольких модификаций :
- 1T-NbSe2, высокотемпературная модификация (Т>910 °C);
- 2H-NbSe2, гексагональная сингония, пространственная группа P 3m1 или P 63/mmc [2], параметры ячейки a = 0,3447 нм, c = 1,2561 нм, Z = 2;
- 3R-NbSe2, тригональная сингония, пространственная группа R 3m;
- 4H(a)-NbSe2, гексагональная сингония;
- 4H(d)-NbSe2, гексагональная сингония, высокотемпературная модификация (Т>910 °C).

При температуре 8,6 К переходит в сверхпроводящее состояние.